# WVV Wageningen in het seizoen 1956/57
Het seizoen 1956/1957 was het derde jaar in het bestaan van de Wageningense betaaldvoetbalclub Wageningen. De club kwam uit in de Eerste divisie A en eindigde daarin op de 11e plaats. Tevens deed de club mee aan het toernooi om de KNVB beker, hierin werd in de eerste ronde verloren van SCH (2–3).

## Wedstrijdstatistieken

### Eerste divisie A
|       | ADO   | Alkmaar '54 | DWS   | Emma  | De Graafschap | Haarlem | Helmondia '55 | HVC   | KFC   | Limburgia | Roda Sport | SVV   | De Volewijckers | VSV   | Xerxes |
| ----- | ----- | ----------- | ----- | ----- | ------------- | ------- | ------------- | ----- | ----- | --------- | ---------- | ----- | --------------- | ----- | ------ |
| Thuis | 3 – 1 | 2 – 2       | 1 – 2 | 0 – 0 | 3 – 3         | 4 – 3   | 1 – 1         | 2 – 2 | 6 – 4 | 0 – 2     | 2 – 3      | 1 – 1 | 4 – 1           | 6 – 1 | 2 – 2  |
| Uit   | 3 – 1 | 1 – 1       | 0 – 2 | 5 – 1 | 1 – 1         | 4 – 0   | 2 – 1         | 1 – 3 | 2 – 0 | 0 – 0     | 2 – 1      | 2 – 3 | 2 – 1           | 4 – 1 | 3 – 2  |

### KNVB beker
| 1e ronde                                               | Wageningen                    | 2 – 3 (1 – 1) | SCH                                                |
| 26 augustus 1956 Plaats: Wageningen De Wageningse Berg | Charley van de Weerd 44', 70' |               | 18' Frans Plamont 60' Wooninck 90' Johnny Klaassen |

## Statistieken Wageningen 1956/1957

### Eindstand Wageningen in de Nederlandse Eerste divisie A 1956 / 1957
| Stand | Gespeeld | Gewonnen | Gelijk | Verloren | Punten | Doelpunten voor | Doelpunten tegen |
| ----- | -------- | -------- | ------ | -------- | ------ | --------------- | ---------------- |
| 11e   | 30       | 8        | 10     | 12       | 26     | 55              | 60               |

### Topscorers
| #                    | Naam                 | Goal |
| -------------------- | -------------------- | ---- |
| 1.                   | Charley van de Weerd | 21   |
| 2.                   | Ton van de Weerd     | 8    |
| 3.                   | Jan Knevel           | 6    |
| 4.                   | Joop van der Kolk    | 5    |
| 4.                   | Jan Oerlemans        | 5    |
| 6.                   | Rinus Burghart       | 3    |
| 7.                   | Kees Krechting       | 2    |
| 8.                   | Hans van Amersfoort  | 1    |
| 8.                   | Jean Kroesbergen     | 1    |
| 8.                   | André Leander        | 1    |
| Onbekende doelpunten |                      |      |
| –                    | Onbekend             | 2    |
| Totaal               | Totaal               | 55   |

| #      | Naam                 | Goal |
| ------ | -------------------- | ---- |
| 1.     | Charley van de Weerd | 2    |
| Totaal | Totaal               | 2    |